# Walk on the Wild Side
Walk on the Wild Side – utwór skomponowany przez Lou Reeda w czasach gry w The Velvet Underground. Wersja z albumu Transformer jest największym komercyjnym sukcesem w karierze Reeda. Tekst piosenki porusza m.in. kontrowersyjne w latach 70. tematy transseksualizmu, narkomanii i męskiej prostytucji.
W 2004 utwór został sklasyfikowany na 221. miejscu listy 500 utworów wszech czasów magazynu Rolling Stone.